# 普里戈熱
48°49′31″N 36°45′22″E / 48.82528°N 36.75611°E
普里霍熱（烏克蘭語：Пригоже）是位於烏克蘭東部的村莊，由哈爾科夫州伊久姆區的巴爾溫科韋市鎮負責管轄。該村始建於1923年，面積0.87平方公里，海拔高度178米，2001年人口524，人口密度每平方公里601.6人。